# P.G.T. Beauregard
Pierre Gustave Toutant Beauregard, född 28 maj 1818 i St. Bernard Parish, Louisiana, död 20 februari 1893 i New Orleans, Louisiana, var en amerikansk general i Sydstatsarmén under amerikanska inbördeskriget. Civilt var han uppfinnare och författare.

## Biografi
Beauregard blev officer vid artilleriet 1838 och deltog i kriget mot Mexiko (1846-48). Med överstes grad lämnade han armén 1861 och gick i sydstaternas tjänst. Den 12 april samma år förde Beauregard befäl över de konfedererade trupper som belägrade  Fort Sumter och tvingade dess garnison att kapitulera. Han kom dock inte överens med president Jefferson Davis. Medan Beauregard förespråkade ett starkt försvar i New Orleans, ansåg Davis att kriget skulle föras i staterna som gränsade till Unionen. Beauregard besegrade unionsarmén i första slaget vid Bull Run den 21 juli 1861, men besegrades av Ulysses S. Grant i Slaget vid Shiloh följande år. Från 1863 till 1864 ledde Beauregard försvaret av Charleston och kapitulerade inför general William Tecumseh Sherman i april 1865.  
Beauregard avled av hjärtmuskelinflammation den 20 februari 1893.